# Xylotrechus demonacioides
Xylotrechus demonacioides är en skalbaggsart som beskrevs av Dauber 2006. Xylotrechus demonacioides ingår i släktet Xylotrechus och familjen långhorningar. Inga underarter finns listade i Catalogue of Life.